# 샤타크 아레나
샤타크 아레나는 세르비아 베오그라드에 위치한 실내 경기장이다. 
2016년 2월 열린 UEFA 풋살 유로 2016(UEFA Futsal Euro 2016)의 경기장으로도 사용되었는데, 이 때는 스폰서 문제로 인하여 '베오그라드 아레나'로 칭하였다.